# Stockholm Environment Institute
Das Stockholm Environment Institute (kurz SEI, deutsch Umweltinstitut Stockholm) ist ein internationales Forschungsinstitut für Umwelt- und Entwicklungsfragen auf lokaler, nationaler und globaler Ebene mit Niederlassungen in Stockholm, York, Oxford, Tallinn, den USA, Bangkok, Nairobi und Bogotá.
Es wurde im Oktober 1989 von der schwedischen Regierung gegründet mit dem Ziel, Politik und Wissenschaft im Sinne einer nachhaltigen Entwicklung zusammenzubringen und erstellt vor allem Analysen für Entscheidungstragende.